# 楊順 (嘉靖進士)
楊順（1511年—1568年），字子備，號匪石，又號海洲，祖籍山東文登縣，直隸德州左衛（今屬山東省德州市）人，明朝政治人物。嘉靖辛丑進士，官至宣大總督。

## 生平
嘉靖十六年（1537年）丁酉科山東鄉試第六名舉人。嘉靖二十年（1541年）中式辛丑科會試第八十六名，登第三甲第四十七名進士。授河南原武縣知縣，有政績，得巡撫李宗樞、巡按御史楊勉學推薦。調高平縣知縣。嘉靖二十四年（1545年），選南京廣東道監察御史。以貪暴論罷徐州兵备副使王綖。
嘉靖二十九年（1550年），出為山西按察司僉事。嘉靖三十一年（1552年）迁布政使司参议，分守宣府，奉敕修边四百里，驻万全右卫。次年，迁按察司副使，整饬阳和兵备，迁右参政。不久，擢都察院右佥都御史，巡抚大同。嘉靖三十六年（1557年），擢兵部右侍郎兼右佥都御史，总督宣、大、山西三鎮軍務。同年十月，刑科給事中吳時來論其守禦無功，朝廷降旨，楊順、路楷均由錦衣衛逮捕押赴京師審問。

## 事跡
嘉靖三十三年（1554年），因擒獲妖人呂鶴等，朝廷加宣大總督許論為都察院右都御史，閒住都指揮張翱等升實職，副使楊順賞銀幣。
嘉靖三十四年（1555年），大同捕獲通敵者梁廷才等二十一人，朝廷下詔賞總督許論、巡撫齊宗道、兵備楊順、參議薛騰蛟等銀幣。

## 家族
其先世為山東文登縣人，明初徙德州左衛戎籍。曾祖楊興；祖父楊浩；父楊秉中，母李氏。具庆下。